# ستان بورتون
ستان بورتون (بالإنجليزية: Stan Burton)‏ (3 مارس 1912 في المملكة المتحدة - 1 يناير 1977 بشفيلد في المملكة المتحدة) هو لاعب كرة قدم بريطاني (وحمل سابقاً جنسية المملكة المتحدة لبريطانيا العظمى وأيرلندا) في مركز جناح ‏. لعب مع شيفيلد وينزداي ونادي بيتربورو يونايتد ونادي دونكاستر روفرز ووست هام يونايتد ووولفرهامبتون واندررز وفريكلي أثلتيك ‏.